# 沙田镇 (桂东县)
沙田镇为湖南省桂东县下辖镇，1984年由原沙田公社改建。2000年第五次人口普查，常住人口17,852人共4,721户，本地户籍17,722人。2012年5月，自原大水乡并入所辖古岭、建林、云里3个行政村。镇政府驻沙田圩；全镇辖2个社区、15个行政村。

## 现行行政区划
沙田镇下辖万寿宫社区、燕岩桥社区、水庄村、江湾村、周江村、大河村、文昌村、龙头村、大湖村、大坑村、胜利村、开山村、径口村、联洞村、古岭村、建林村、云里村共计15行政村和2社区。

## 历史沿革
明朝洪武年间一次洪水把田园冲积成沙丘，后将沙丘复垦为田，自此得名“沙田”。沙田旧称东平乡；1949年为第三区，第三区辖大塘乡观音桥以下，普乐、东洛、沙田、贝溪、大水、青山共计6乡；1952年自第三区分贝溪、大水和青山3乡析设第六区。1958年沙田、普乐、龙头、东洛4乡合并为汝桂县火箭公社，1961年恢复原沙田公社，1984年改建沙田镇。全镇下辖万寿宫、燕岩桥2个社区，大坑、大湖、龙头、文昌、大河、江湾、胜利、开山、径口、联洞、周江和水庄12个行政村。2012年自原大水乡并入所辖古岭、建林、云里3个行政村。  